# Markt (WDR)
Markt (Eigenschreibweise: markt) ist eine erstmals 1983 ausgestrahlte, wöchentliche Magazinsendung zu Wirtschafts- und Verbraucherthemen im WDR Fernsehen, deren Schwerpunkte zum einen die kritische Beleuchtung von Verfahrensweisen in der Wirtschaft und zum anderen Produkttests sind.

## Geschichte
Die Erstsendung erfolgte am 8. Januar 1983 im WDR-Regionalfenster des damaligen Deutschen Fernsehens der ARD (ab 1984 Erstes Deutsches Fernsehen). Die Sendung lief samstags um 19:00 Uhr, dauerte ungefähr 15 Minuten und wurde von Dieter Großkopf moderiert.
Später wechselte Markt ins dritte Programm zu West 3. Langjähriger Sendeplatz war bis Ende 2015 montagabends von 21:00 Uhr bis 21:45 Uhr im WDR Fernsehen. Seit Januar 2016 wird die Sendung mittwochs von 20:15 bis 21:00 Uhr ausgestrahlt. Moderiert wird die Sendung seit Juli 2012 von Anna Planken, der langjährigen Stellvertreterin von Helmut Rehmsen, der die Sendung Anfang Juni 2012 nach über zehn Jahren verließ. Seit 2023 wird Planken von Catherine Vogel unterstützt. Die Vertretung der beiden übernehmen Svenja Kellersohn und ferner auch Ellen Ehni, Simon Pützstück oder Daniel Aßmann. Hin und wieder wurde die Sendezeit auf 90 Minuten verlängert; die Sendung hieß dann Markt XL.

## Inhalte
Einen wichtigen Bestandteil der Sendung bilden Produkttests. Diese sind Thema der Rubriken Scanner und Schnelltest. Im Scanner werden meist Produkte (wie etwa Äpfel) unter verschiedenen Gesichtspunkten „durchleuchtet“ (etwa Herkunft, Geschmack und Vorkommen an Pestiziden), während in den kurzen Schnelltests meist ein am Tag der Ausstrahlung – oft bei einem Discounter als besonderes Schnäppchen – erschienenes Produkt auf seine Tauglichkeit überprüft wird.
Diese Tests werden zum einen von Redakteuren selbst, zum anderen immer auch von Experten von Prüforganisationen wie dem TÜV Rheinland oder Universitäten durchgeführt; nicht selten aber auch durch Zuschauer als Vertreter der Produktzielgruppe.
Häufiges Thema sind zudem Probleme von Zuschauern mit verschiedenen Unternehmen oder Behörden. In der Rubrik Markt hilft versuchen Reporter, die betreffenden Firmen oder Institutionen zum Einlenken beziehungsweise zu einer Entschädigung für den Aufwand zu bewegen. Oftmals folgen auf diese Beiträge Hinweise oder Expertentipps, wie das Problem vermieden werden kann. Außerdem geht die Sendung auf aktuelle wirtschafts- und umweltpolitische Themen ein, wie zum Beispiel die Energiewende oder die Eurokrise, und bereitet diese - häufig satirisch - mit Schwerpunkt auf dem Verbraucher auf.
Ein weiterer Bestandteil der Sendung gelegentlich ein Gewinnspiel. Zu gewinnen gibt es stets zwei Espressotassen im Markt Design. Am Ende der Sendung werden auch falsche, aber originelle Lösungen verlesen.

## Markencheck
Markt prüft darüber hinaus diverse bekannte Unternehmen in vier von der Branche abhängigen Gesichtspunkten. Diese eigene, unmoderierte Sendung trägt den Titel Markencheck. Fünf Marken wurden im August 2011 zur Markt Sendezeit im WDR getestet. Anfang 2012 wurde die Reihe im Ersten zur Hauptsendezeit fortgesetzt. Eine Folge zu Media Markt wurde kurzfristig eingeschoben. Im Mai 2012 wurden vom Ersten drei weitere Ausgaben ausgestrahlt. Die im Ersten ausgestrahlten Folgen wurden teilweise bei der im Anschluss ausgestrahlten Talkshow hart aber fair diskutiert und zitiert. Zwei weitere Staffeln folgten 2013. Mit der ersten Folge der sechsten Staffel 2014 kehrte die Sendung als Markencheck extra wieder ins WDR Fernsehen zurück. Neben dem Namen wurde auch das Konzept verändert: Die jeweilige Marke wird mit drei Fachhändlern aus einer Stadt verglichen (zum Beispiel Obstverkäufer, Metzger und Bäcker gegen Netto Marken Discount). Statt der üblichen Bewertung werden Punkte vergeben, maximal je zwei Punkte pro Gesichtspunkt. Die teilnehmenden Fachhändler werden in jeder Folge ausführlich vorgestellt.
Zum Start der siebten Staffel im August 2014 kehrte der Markencheck mit dem ursprünglichen Konzept im Rahmen des neuen Montags Checks wieder ins Erste zurück. Seit 2012 gibt es vergleichbare Sendungen auch von der gleichnamigen NDR-Sendung.
Als Titelmelodie und Hintergrundmusik der Reihe kommt der Instrumentaltitel Battle Without Honor or Humanity von Tomoyasu Hotei zum Einsatz. Der Instrumentaltitel wurde ursprünglich durch den Actionfilm Kill Bill Volume 1 (2003) bekannt.
| Staffel     | Episode   | Episodenname                | Unternehmen/Stadt                         | Erstausstrahlung     | Gesichtspunkte und Bewertung   | Gesichtspunkte und Bewertung     | Gesichtspunkte und Bewertung                  | Gesichtspunkte und Bewertung     |
| Staffel 1   | Staffel 1 | Staffel 1                   | Staffel 1                                 | Staffel 1            | Staffel 1                      | Staffel 1                        | Staffel 1                                     | Staffel 1                        |
| ----------- | --------- | --------------------------- | ----------------------------------------- | -------------------- | ------------------------------ | -------------------------------- | --------------------------------------------- | -------------------------------- |
| Pilotfilm   | Pilotfilm | Der Tchibo Check            | Tchibo                                    | 10.1.2011 im WDR     | Verführung: groß               | Kontrolle: sorgfältig            | Geschmack: nicht erkannt                      | Fairness: unzureichend           |
| 1           | 1         | Der IKEA Check (1)          | IKEA                                      | 1.8.2011 im WDR      | Verführung: geschickt          | Qualität: ordentlich             | Holzherkunft: undurchschaubar                 | Fairness: unzulänglich           |
| 1           | 2         | Der Ferrero Check           | Ferrero (vor allem Nutella und Mon Chéri) | 8.8.2011 im WDR      | Rezeptur: einzigartig          | Verführung: immens               | Leichtigkeit: irreführend                     | Fairness: unzureichend           |
| 1           | 3         | Der ARAL Check              | Aral                                      | 15.8.2011 im WDR     | Spritqualität: hoch            | Shop & Bistro: teuer & gut       | Umweltrisiko: groß                            | Preisbildung: raffiniert         |
| 1           | 4         | Der Aldi Check (1)          | Aldi (vor allem Aldi Süd)                 | 23.8.2011 im WDR     | Verführung: erstaunlich        | Preisvorteil: überschätzt        | Qualität: ordentlich                          | Fairness: unzureichend           |
| Staffel 2   |           |                             |                                           |                      |                                |                                  |                                               |                                  |
| 2           | 1         | Der Lidl Check              | Lidl                                      | 9.1.2012 im Ersten   | Preisvorteil: überschätzt      | Stressfaktor: erträglich         | Qualität: ordentlich                          | Fairness: unzureichend           |
| 2           | 2         | Der McDonald’s Check        | McDonald’s                                | 16.1.2012 im Ersten  | Geschmack: enttäuschend        | Verführung: raffiniert           | Bekömmlichkeit: gering                        | Fairness: unzureichend           |
| 2           | 3         | Der H&M Check               | H&M                                       | 23.1.2012 im Ersten  | Preise: niedrig                | Qualität: ordentlich             | Trendfaktor: hoch                             | Fairness: zweifelhaft            |
| (2)         | (4)       | Der MediaMarkt Check        | Media Markt                               | 6.2.2012 im Ersten   | Preis-Image: phänomenal        | Preisvorteil: überschätzt        | Fairness: ausbaufähig                         | Beratung: Glückssache            |
| Staffel 3   |           |                             |                                           |                      |                                |                                  |                                               |                                  |
| 3           | 1         | Der CocaCola Check          | The Coca Cola Company                     | 7.5.2012 im Ersten   | Rezeptur: einzigartig          | Gesundheitsrisiko: unterschätzt  | Werbewirkung: phänomenal                      | Fairness: unzureichend           |
| 3           | 2         | Der dm Check                | dm drogerie markt                         | 14.5.2012 im Ersten  | Kundenfang: gelungen           | Preisvorteil: überschätzt        | Qualität: ordentlich                          | Fairness: ausbaufähig            |
| 3           | 3         | Der adidas Check            | Adidas                                    | 21.5.2012 im Ersten  | Markenwirkung: verblüffend     | Freizeitbekleidung: überteuert   | Sportbekleidung: gut                          | Fairness: unzureichend           |
| Staffel 4   |           |                             |                                           |                      |                                |                                  |                                               |                                  |
| 4           | 1         | Der Edeka/Rewe Check        | Rewe und Edeka                            | 7.1.2013 im Ersten   | Verkaufsmasche: ausgeklügelt   | Preis: vertretbar                | Qualität: mäßig (REWE), in Ordnung (Edeka)    | Fairness: unzureichend           |
| 4           | 2         | Der ADAC Check              | ADAC                                      | 14.1.2013 im Ersten  | Vertrauen: übertrieben         | Retter in der Not: verlässlich   | Tester: überzeugend                           | Arbeitgeber: zweifelhaft         |
| 4           | 3         | Der TUI Check               | Touristik Union International             | 21.1.2013 im Ersten  | Service: durchwachsen          | Service: durchwachsen            | Preis: hoch                                   | Fairness: unzureichend           |
| 4           | 4         | Der Apple-Check             | Apple Inc.                                | 4.2.2013 im Ersten   | infiziert ?! stark             | ist einfach ?! ziemlich          | ist seinen Preis wert ?! kaum                 | ist fair ?! nicht                |
| Staffel 5   |           |                             |                                           |                      |                                |                                  |                                               |                                  |
| 5           | 1         | Der Bauhaus/OBI Check       | Bauhaus, OBI                              | 24.6.2013 im Ersten  | Preisvorteil: überschätzt      | Qualität: ordentlich             | Beratung: mäßig (Obi), unzureichend (Bauhaus) | Ökofaktor: ausbaufähig           |
| 5           | 2         | Der Nivea Check             | Nivea                                     | 1.7.2013 im Ersten   | Mogelfaktor: beachtlich        | Schutz: ordentlich               | Schick: so lala                               | Fairness: ausbaufähig            |
| 5           | 3         | Der Aldi Check (2)          | Aldi                                      | 8.7.2013 im Ersten   | Vertrauen: übertrieben         | Frische: ordentlich              | Schnäppchen: Glückssache                      | Fairness: unzureichend           |
| Staffel 6   |           |                             |                                           |                      |                                |                                  |                                               |                                  |
| 6           | 1         | Der Ikea Check (2)          | Ikea                                      | 25.8.2014 im Ersten  | Stressfaktor: unterschätzt     | Ikeaprinzip: raffiniert          | Qualität: ausreichend                         | Fairness: vorgetäuscht           |
| 6           | 2         | Der Iglo/Frosta Check       | Iglo, Frosta                              | 1.9.2014 im Ersten   | Preis: vertretbar              | Frischeversprechen: übertrieben  | Ökoimage: geschönt                            | Fischherkunft: intransparent     |
| 6           | 3         | Der Deutsche Bahn Check     | Deutsche Bahn                             | 8.9.2014 im Ersten   | Preise: undurchschaubar        | Pünktlichkeit: geschönt          | Sauberkeit: ausbaufähig                       | Tempo-Versprechen: übertrieben   |
| 6           | 4         | Der Jeans Check             | H&M, KiK, G Star, Levi’s                  | 15.9.2014 im Ersten  | Look                           | Qualität                         | Fairness                                      |                                  |
| Staffel 7   |           |                             |                                           |                      |                                |                                  |                                               |                                  |
| 7           | 1         | Der Discounter Check        | Lidl, Aldi, Netto Markendiscount          | 14.9.2015 im Ersten  | Preis: Lidl 2 Aldi 1 Netto 0   | Geschmack: Lidl 2 Aldi 0 Netto 1 | Frische: Lidl 2 Aldi 1 Netto 0                | Sortiment: Lidl 2 Aldi 0 Netto 1 |
| 7           | 2         | Der Nestlé Check (1)        | Nestlé                                    | 21.9.2015 im Ersten  | Preis: hoch                    | Geschmack: mittelmäßig           | Fairness: unzureichend                        | Gesundheitseffekt: bedenklich    |
| 7           | 3         | Der Nestlé Check (2)        | Nestlé                                    | 28.9.2015 im Ersten  | Preis: hoch                    | Geschmack: mittelmäßig           | Fairness: unzureichend                        | Gesundheitseffekt: bedenklich    |
| Staffel 8   |           |                             |                                           |                      |                                |                                  |                                               |                                  |
| 8           | 1         | Der Deichmann Check         | Deichmann SE                              | 26.4.2016 im Ersten  | Preisversprechen: gehalten     | Qualität: durchwachsen           | Stylefaktor: unterschätzt                     | Fairness: ausbaufähig            |
| 8           | 2         | Der Tchibo Check            | Tchibo                                    | 2.5.2016 im Ersten   | Kaffee: in Ordnung             | Schnäppchen: enttäuschend        | Fairness: ausbaufähig                         |                                  |
| 8           | 3         | Der Dr. Oetker Check        | Dr. Oetker GmbH                           | 9.5.2016 im Ersten   | Qualität: in Ordnung           | Qualität: in Ordnung             | Mogelfaktor: erstaunlich                      | Geschmack: enttäuschend          |
| Staffel 9   |           |                             |                                           |                      |                                |                                  |                                               |                                  |
| 9           | 1         | Der C&A Check               | C&A                                       | 9.10.2017 im Ersten  | Qualität: ordentlich           | Style: Glückssache               | Bioversprechen: gehalten                      | Fairness: ausbaufähig            |
| 9           | 2         | Der Haribo Check            | Haribo                                    | 16.10.2017 im Ersten | Versuchung: enorm              | Goldbär: überschätzt             | Ökofaktor: bedenklich                         | Fairness: unzureichend           |
| Extrafolgen |           |                             |                                           |                      |                                |                                  |                                               |                                  |
| 10          | 1         | Wer schlägt Saturn?         | Saturn/Düren                              | 17.3.2014 im Ersten  | Qualität: ordentlich           | Style: Glückssache               | Bioversprechen: gehalten                      | Fairness: ausbaufähig            |
| 10          | 2         | Wer schlägt Netto?          | Netto Markendiscount/Münster              | 24.3.2014 im Ersten  | Versuchung: enorm              | Goldbär: überschätzt             | Ökofaktor: bedenklich                         | Fairness: unzureichend           |
| 10          | 3         | Wer schlägt Amazon?         | Amazon.com/Dortmund                       | 31.3.2014 im Ersten  | Einkauf: Fachhandel 1 Amazon 1 | Beratung: Fachhandel 2 Amazon 0  | Regiofaktor: Fachhandel 1 Amazon 1            | Service: Fachhandel 1 Amazon 2   |
| 10          | 4         | Wer schlägt Obi?            | Obi/Bielefeld                             | 7.4.2014 im Ersten   | Qualität: Fachhandel 2 Obi 0   | Zeit + Geld: Fachhandel 1 Obi 1  | Regiofaktor: Fachhandel 1 Obi 1               | Regiofaktor: Fachhandel 1 Obi 1  |
| 9           | 3         | Der Thermomix Vorwerk Check | Thermomix, Vorwerk                        | 23.10.2017 im Ersten | Gelinggarantie: funktioniert   | Qualität: sehr gut/mittelmäßig   | Kultfaktor: sehr hoch                         | Fairness: verbesserungswürdig    |

## Ähnliche Sendungen
- Markt (NDR)
- WISO (ZDF)
- Marktcheck (SWR Fernsehen)
- MEX. das marktmagazin (hr-fernsehen)
- Super.Markt (rbb Fernsehen)